# Mexicaans voetbalelftal in 2008
Het Mexicaans voetbalelftal  speelde in totaal 15 interlands in het jaar 2008. Acht wedstrijden werden gespeeld voor WK-kwalificatie, zeven waren vriendschappelijk. De selectie stond onder leiding van Jesús Ramírez. Op de FIFA-wereldranglijst zakte Mexico in 2008 van de 15e (januari 2008) naar de 26e plaats (december 2008).

## Balans
| Wedstrijden | Wedstrijden | Wedstrijden | Wedstrijden | Doelpunten | Doelpunten | Doelpunten |
| Gespeeld    | Winst       | Gelijk      | Verlies     | Voor       | Tegen      | Saldo      |
| ----------- | ----------- | ----------- | ----------- | ---------- | ---------- | ---------- |
| 15          | 8           | 2           | 5           | 29         | 16         | +13        |

## Interlands
|                                                   |                                     |       |                                       |                                                                                   |
| 7 februari Vriendschappelijk № «onderlinge duels» | Verenigde Staten                    | 2 – 2 | Mexico                                | Reliant Stadium, Houston Toeschouwers: 70.103 Scheidsrechter: Carlos Batres (GUA) |
| 7 februari Vriendschappelijk № «onderlinge duels» | Oguchi Onyewu 30' Jozy Altidore 40' |       | 35' Jonny Magallón 47' Jonny Magallón | Reliant Stadium, Houston Toeschouwers: 70.103 Scheidsrechter: Carlos Batres (GUA) |

|                                                 |                    |       |                                           |                                                         |
| 26 maart Vriendschappelijk № «onderlinge duels» | Ghana              | 1 – 2 | Mexico                                    | Craven Cottage, Londen Scheidsrechter: Rob Styles (ENG) |
| 26 maart Vriendschappelijk № «onderlinge duels» | Michael Essien 55' |       | 76' Carlos Salcido 85' (pen.) Pável Pardo | Craven Cottage, Londen Scheidsrechter: Rob Styles (ENG) |

|                                                 |                    |       |       |                                                             |
| 17 april Vriendschappelijk № «onderlinge duels» | Mexico             | 1 – 0 | China | Qwest Field, Seattle Scheidsrechter: Baldomero Toledo (USA) |
| 17 april Vriendschappelijk № «onderlinge duels» | César Villaluz 13' |       |       | Qwest Field, Seattle Scheidsrechter: Baldomero Toledo (USA) |

|                                               |           |       |                                                                         |                                                                                         |
| 4 juni Vriendschappelijk № «onderlinge duels» | Mexico    | 1 – 4 | Argentinië                                                              | Qualcomm Stadium, San Diego Toeschouwers: 68.498 Scheidsrechter: Mauricio Navarro (CAN) |
| 4 juni Vriendschappelijk № «onderlinge duels» | Zinha 61' |       | 11' Nicolás Burdisso 17' Lionel Messi 29' Maxi Rodríguez 71' Kun Agüero | Qualcomm Stadium, San Diego Toeschouwers: 68.498 Scheidsrechter: Mauricio Navarro (CAN) |

|                                               |                                                                       |       |      |                                                                               |
| 9 juni Vriendschappelijk № «onderlinge duels» | Mexico                                                                | 4 – 0 | Peru | Soldier Field, Chicago Toeschouwers: 33.068 Scheidsrechter: Mark Geiger (USA) |
| 9 juni Vriendschappelijk № «onderlinge duels» | Fernando Arce 5' Andrés Guardado 8' Carlos Vela 20' Fernando Arce 28' |       |      | Soldier Field, Chicago Toeschouwers: 33.068 Scheidsrechter: Mark Geiger (USA) |

|                                              |        |                                           |        |                                                                                     |
| 15 juni WK-kwalificatie № «onderlinge duels» | Belize | 0 – 2                                     | Mexico | Reliant Stadium, Houston Toeschouwers: 50.137 Scheidsrechter: Javier Jauregui (ANH) |
| 15 juni WK-kwalificatie № «onderlinge duels» |        | 65' Carlos Vela 90' (pen.) Jared Borgetti |        | Reliant Stadium, Houston Toeschouwers: 50.137 Scheidsrechter: Javier Jauregui (ANH) |

|                                              | |       |        |                                                                                                |
| 21 juni WK-kwalificatie № «onderlinge duels» | Mexico | 7 – 0 | Belize | El Volcán, San Nicolás de los Garza Toeschouwers: 42.000 Scheidsrechter: Silviu Petrescu (CAN) |
| 21 juni WK-kwalificatie № «onderlinge duels» | Carlos Vela 8' Jared Borgetti 9' Andrés Guardado 33' Fernando Arce 45, 47' Trevor Lennon 90' (e.g.) Jared Borgetti 90' |       |        | El Volcán, San Nicolás de los Garza Toeschouwers: 42.000 Scheidsrechter: Silviu Petrescu (CAN) |

|                                                  |                                 |       |                   |                                                                                     |
| 20 augustus WK-kwalificatie № «onderlinge duels» | Mexico                          | 2 – 1 | Honduras          | Aztekenstadion, Mexico-Stad Toeschouwers: 81.100 Scheidsrechter: Joel Aguilar (ESA) |
| 20 augustus WK-kwalificatie № «onderlinge duels» | Pável Pardo 73' Pável Pardo 75' |       | 35' Julio de Leon | Aztekenstadion, Mexico-Stad Toeschouwers: 81.100 Scheidsrechter: Joel Aguilar (ESA) |

|                                                  |                                                         |       |         |                                                                                         |
| 6 september WK-kwalificatie № «onderlinge duels» | Mexico                                                  | 3 – 0 | Jamaica | Aztekenstadion, Mexico-Stad Toeschouwers: 96.000 Scheidsrechter: Baldomero Toledo (USA) |
| 6 september WK-kwalificatie № «onderlinge duels» | Andrés Guardado 3' Fernando Arce 33' Jonny Magallón 63' |       |         | Aztekenstadion, Mexico-Stad Toeschouwers: 96.000 Scheidsrechter: Baldomero Toledo (USA) |

|                                                   |                                   |       |               | |
| 10 september WK-kwalificatie № «onderlinge duels» | Mexico                            | 2 – 1 | Canada        | Estadio Víctor Manuel Reyna, Tuxtla Gutiérrez Toeschouwers: 26.900 Scheidsrechter: Neal Brizan (T&T) |
| 10 september WK-kwalificatie № «onderlinge duels» | Omar Bravo 59' Rafael Márquez 73' |       | 78' Ali Gerba | Estadio Víctor Manuel Reyna, Tuxtla Gutiérrez Toeschouwers: 26.900 Scheidsrechter: Neal Brizan (T&T) |

|                                                 |                    |       |        |                                                                                       |
| 11 oktober WK-kwalificatie № «onderlinge duels» | Jamaica            | 1 – 0 | Mexico | Independence Park, Kingston Toeschouwers: 27.000 Scheidsrechter: Walter Quesada (COR) |
| 11 oktober WK-kwalificatie № «onderlinge duels» | Ricardo Fuller 34' |       |        | Independence Park, Kingston Toeschouwers: 27.000 Scheidsrechter: Walter Quesada (COR) |

|                                                 |                                    |       |                                      |                                                                                             |
| 15 oktober WK-kwalificatie № «onderlinge duels» | Canada                             | 2 – 2 | Mexico                               | Commonwealth Stadium, Edmonton Toeschouwers: 14.145 Scheidsrechter: Enrico Wijngaarde (SUR) |
| 15 oktober WK-kwalificatie № «onderlinge duels» | Ali Gerba 13' Tomasz Radzinski 50' |       | 35' Carlos Salcido 64' Vicente Vuoso | Commonwealth Stadium, Edmonton Toeschouwers: 14.145 Scheidsrechter: Enrico Wijngaarde (SUR) |

|                                                  |                           |       |        |                                                                                           |
| 19 november WK-kwalificatie № «onderlinge duels» | Honduras                  | 1 – 0 | Mexico | Estadio Olimpico, San Pedro Sula Toeschouwers: 45.000 Scheidsrechter: Carlos Batres (GUA) |
| 19 november WK-kwalificatie № «onderlinge duels» | Ricardo Osorio 52' (e.d.) |       |        | Estadio Olimpico, San Pedro Sula Toeschouwers: 45.000 Scheidsrechter: Carlos Batres (GUA) |

## FIFA-wereldranglijst
| JAN | FEB | MAR | APR | MEI | JUN | JUL | AUG | SEP | OKT | NOV | DEC |
| --- | --- | --- | --- | --- | --- | --- | --- | --- | --- | --- | --- |
| 15  | 16  | 16  | 16  | 17  | 14  | 19  | 32  | 24  | 24  | 25  | 26  |

FMF · A-internationals · Selecties · Bondscoaches · Statistieken · Mexicaans vrouwenelftal · Olympisch elftal · Mexico U21 · Mexico U20 · Mexico U19 · Mexico U18 · Mexico U17
1920 – 1949 ·
1950 – 1969 ·
1970 – 1979 ·
1980 – 1989 ·
1990 – 1999 ·
2000 – 2009 ·
2010 – 2019 ·
2020 – 2029
Copa América 1993 ·
Copa América 1995 ·
Copa América 1997 ·
Copa América 1999 ·
Copa América 2001 ·
Copa América 2004 ·
Copa América 2007 ·
Copa América 2011 ·
Copa América 2015 · 
Copa América 2016
WK 1930 ·
WK 1950 ·
WK 1954 ·
WK 1958 ·
WK 1962 ·
WK 1966 ·
WK 1970 ·
WK 1978 ·
WK 1986 ·
WK 1994 ·
WK 1998 ·
WK 2002 ·
WK 2006 ·
WK 2010 ·
WK 2014 · 
WK 2018
OS 1928 ·
OS 1948 ·
OS 1964 ·
OS 1968 ·
OS 1972 ·
OS 1976 ·
OS 1992 ·
OS 1996 ·
OS 2004 ·
OS 2012 ·
OS 2016 ·
OS 2020
1923 ·
1924–1927 ·
1928 ·
1929 ·
1930 ·
1931–1933 ·
1934 ·
1935 ·
1936 ·
1937 ·
1938 ·
1939–1946 ·
1947 ·
1948 ·
1949 ·
1950 ·
1951 ·
1952 ·
1953 ·
1954 ·
1955 ·
1956 ·
1957 ·
1958 ·
1959 ·
1960 ·
1961 ·
1962 ·
1963 ·
1964 ·
1965 ·
1966 ·
1967 ·
1968 ·
1969 ·
1970 · 
1971 · 
1972 · 
1973 · 
1974 · 
1975 · 
1976 · 
1977 · 
1978 · 
1979 · 
1980 · 
1981 · 
1982 · 
1983 · 
1984 · 
1985 · 
1986 · 
1987 · 
1988 · 
1989 · 
1990 · 
1991 · 
1992 · 
1993 · 
1994 · 
1995 · 
1996 · 
1997 · 
1998 · 
1999 · 
2000 · 
2001 · 
2002 · 
2003 · 
2004 · 
2005 · 
2006 · 
2007 · 
2008 · 
2009 · 
2010 · 
2011 · 
2012 · 
2013 · 
2014 · 
2015 · 
2016 ·
2017 ·
2018 ·
2019 ·
2020 ·
2021 ·
2022 ·
2023
Albanië ·
Algerije ·
Angola ·
Argentinië ·
Australië ·
België ·
Belize ·
Bermuda ·
Bolivia ·
Bosnië en Herzegovina ·
Brazilië ·
Bulgarije ·
Canada ·
Chili ·
China ·
Colombia ·
Congo-Kinshasa ·
Costa Rica ·
Cuba ·
Curaçao ·
DDR ·
Denemarken ·
Dominica ·
Duitsland ·
Ecuador ·
Egypte ·
El Salvador ·
Engeland ·
Estland ·
Fiji ·
Finland ·
Frankrijk ·
Gambia ·
Ghana ·
Griekenland ·
Guatemala ·
Guyana ·
Haïti ·
Honduras ·
Hongarije ·
Ierland ·
IJsland ·
Irak ·
Iran ·
Israël ·
Italië ·
Ivoorkust ·
Jamaica ·
Japan ·
Joegoslavië ·
Kameroen ·
Kroatië ·
Liberia ·
Luxemburg ·
Marokko ·
Martinique ·
Nederland ·
Nederlandse Antillen ·
Nicaragua ·
Nieuw-Zeeland ·
Nigeria ·
Noord-Ierland ·
Noord-Korea ·
Noorwegen ·
Oekraïne ·
Oezbekistan ·
Panama ·
Paraguay ·
Peru ·
Polen ·
Portugal ·
Qatar ·
Roemenië ·
Rusland ·
Saint Kitts en Nevis ·
Saint Vincent en de Grenadines ·
Saoedi-Arabië ·
Schotland ·
Senegal ·
Servië ·
Slovenië ·
Slowakije ·
Sovjet-Unie ·
Spanje ·
Suriname ·
Trinidad en Tobago ·
Tsjechië ·
Tsjecho-Slowakije ·
Tunesië ·
Uruguay ·
Venezuela ·
Verenigde Staten ·
Wales ·
Wit-Rusland ·
Zuid-Afrika ·
Zuid-Korea ·
Zweden ·
Zwitserland
Angola (2006) ·
Argentinië (2006) ·
Brazilië (1999) ·
Brazilië (2014) ·
Brazilië (2018) ·
Duitsland (2018) ·
Frankrijk (2010) ·
Iran (2006) ·
Kameroen (2014) ·
Kroatië (2014) ·
Nederland (2014) ·
Portugal (2006) ·
Uruguay (2010) ·
Zuid-Afrika (2010) ·
Zuid-Korea (2018) ·
Zweden (2018)